# カラガンダ州
カラガンダ州（カラガンダしゅう、カザフ語: Қарағанды облысы、ロシア語: Карагандинская область、英語: Karaganda region

）はカザフスタン共和国の州の1つ。州都は、カザフスタンの首都アスタナから南東に約240kmの所に位置するカラガンダ。時刻帯はUTC+6を使用しており、サマータイムは実施していない。

## 概要
カザフスタンには17の州が存在し、カラガンダ州はその1つである。州の面積は約24万平方キロメートル。1997年5月3日に西隣のジェスカスガン州を編入したが、2022年6月8日に旧ジェスカスガン州の大部分が新たにウルタウ州として分離したことで面積が縮小した。1997年から2022年までの面積は約42万8000km2。
カラガンダ州はカザフスタンの中央部に位置し、東西南北をカザフスタンの州に囲まれている。それぞれ西はコスタナイ州とウルタウ州に、北はアクモラ州とパブロダール州に、東はアバイ州とジェティス州に、南はジャンブール州とテュルキスタン州に接する。なお、カラガンダ州の地形は、主に平野もしくは標高の低い山地となっていて、最も標高の高い場所でも1565mしかない。このカラガンダ州は鉱産資源には恵まれており、カザフスタン国内では唯一マンガンの商業的な採鉱が行われている。マンガン以外にも、モリブデンやタングステンのような合金に不可欠な元素の鉱石を産出する。気候が乾燥していることもあって、植生はステップや砂漠が主であるが、山間部のように比較的降水量の多い場所ではマツ、カバ、ハンの混合林も存在する。とくに、カラカンダの東部の山林は、カルカラリ国立公園として指定されている。
第二次世界大戦後には、州内に第99収容地区（ラーゲリ）などが設置され、シベリア抑留を受けた日本兵捕虜の一部約34000人（資料により差がある）が送られてきた。彼らは過酷の環境で強制労働に従事し、多くの者が命を落とした。

## 人口動態・民族
| 民族構成（'カラガンダ州）2010 | 民族構成（'カラガンダ州）2010 | 民族構成（'カラガンダ州）2010 | 民族構成（'カラガンダ州）2010 | 民族構成（'カラガンダ州）2010 |
| ----------------------------- | ----------------------------- | ----------------------------- | ----------------------------- | ----------------------------- |
|                               |                               |                               |                               |                               |
| カザフ人                      | カザフ人                      |                               | 44.68%                        | 44.68%                        |
| ロシア人                      | ロシア人                      |                               | 39.17%                        | 39.17%                        |
| ウクライナ人                  | ウクライナ人                  |                               | 4.56%                         | 4.56%                         |
| ドイツ人                      | ドイツ人                      |                               | 2.93%                         | 2.93%                         |
| タタール人                    | タタール人                    |                               | 2.53%                         | 2.53%                         |

2009年の国勢調査によるとカラガンダ州の人口は134万1700人、人口密度は約3.1人/km2であった。1999年の国勢調査による人口は141万0218人であり、人口は10年間で減少している。
なお、2007年時点では、州の人口うちの31.8％が州都カラガンダに居住し、カラカンダも含めた都市部の人口は、州の人口の83.3％に達していると推計されている。
民族構成は、首都アスタナと比べると、ロシア人、ウクライナ人などのスラブ系が多く、カザフ人とほぼ半々である他、歴史的な経緯からドイツ人が多い。

## 気候と植生
カラガンダ州に限らずカザフスタンほぼ全域に言えるが、ユーラシア大陸の中央部に位置するために、典型的な大陸性気候となっている。すなわち、夏の暑さと冬の寒さがはっきりしており、また降水量が比較的少ない。参考までに、夏に当たる7月の平均気温は+26℃であるのに対し、冬に当たる1月の平均気温は-17℃、そして年間降水量は、州北部で250mmから300mm程度、州南部に至っては150mmから200mm程度しか降らず、比較的降水量の多い山間部でさえ最大で400mm程度にしかならない。
このため、雨の多い山間部には木々も見られるものの、大部分の植生はステップ（カザフステップ）もしくは半沙漠となっている。さらに、雨の少ない州の南部にはベトパク・ダラ（Betpak Dala）砂漠、南西部にはカラ・クム（Kara Kum）砂漠、モインクム（Moiynkum）砂漠、ジェトィコヌィル（Zhetykonyr）砂漠といった、砂漠群が存在している。

## 地形
カラガンダ州の地形は、ウリタウ（Ulytau）山脈、カルカラ（Karkaraly）山脈、ケント（Kent）山脈、キジラライ（Kyzylarai）山脈といった山地群も存在するものの、一般に平野か標高の低い山地となっている。
これは、ユーラシア大陸のこの付近一帯の地殻が、カザフスタニアと呼ばれる部分に当たっているからである。カザフスタニアの表面は長い期間浸食され続けてきたことで、比較的平坦な地形となっている。キジラライ山脈に存在するカラガンダ州内最高峰のアクソラン（Aksoran）山ですら、その山頂の標高は1565mに過ぎない。
キジラライ山脈の南には、カラガンダ州で最大の塩湖であるバルハシ湖（Lake Balkhash、面積約1万8200km2）が存在している他、州内には幾つもの塩水湖が見られる。また、州内にはヌラ（Nura）川、ケンギル川（Kengir）川、アタサウ川（Atasau）川といった幾つかの河川も存在する。

## 農業
カザフスタンは、ソビエト連邦を構成する共和国の1つカザフ・ソビエト社会主義共和国であった時代から穀物栽培や牧畜などの農業が盛んな地域であった。2007年現在のカラガンダ州においても、33万0422km2が行政における分類上では農地となっている。
ただし、畑を耕して種を蒔いて作物を栽培するための農地（耕種農地）は、上記のうちのわずか3.4％、面積に換算すると耕種農地は約1万1234km2程度に過ぎない。
この耕種農地のうちの76％（約8538km2）は穀物の栽培に利用されており、主にコムギを栽培している。
この穀物栽培に利用されている農地で2006年に収穫された穀類生産量は約57万トンで、これは2006年のカザフスタン全体での穀類生産量の約4.6％に当たる。
なお、その他の耕種農地ではジャガイモを始めとする野菜などが栽培されている。また、牧畜も広く行われており、上記の農地に分類されている土地の大部分が、放牧のための土地として利用されている。特にカラガンダ州は、カザフスタン国内でもウマの産地としてよく知られている。2006年のウマの飼育数はカザフスタン国内での飼育数の約1割に当たる約11万3000頭であった。
この他、ヒツジやヤギの放牧が行われている他、1000頭程度のラクダの放牧も行われているが、カザフスタン全土でのラクダの放牧数の1％弱である。さらに、ウシ、ブタ、ニワトリなどの飼育も行われ、食肉、乳、鶏卵、羊毛などが生産されている。なお、農業製品の加工業は、2007年現在、カラガンダ州の産業生産高の約7.3％を占めている。

## 鉱産資源
カラガンダ州には、カザフスタン国内におけるマンガンの埋蔵量の全てが存在している。
マンガンの他にも、モリブデン、タングステン、亜鉛、鉛、銅などが産出されている。これらの元素の他、さらに鉄や金の堆積型鉱床も存在が確認されている。また、石炭や石油や天然ガスも産出している。

## 工業
カラガンダ州は、2007年現在、カザフスタン国内における全ての鉄を生産していることで知られている。
鉄は様々な元素と混合して合金が生産されるが、既述の通り、このカラガンダ州からは鉄合金に使用される元素として重要な元素の1つであるマンガンを、カザフスタン国内で唯一産出する。さらに、モリブデンやタングステンのような鉄合金に使用される元素の鉱石を産出している他、製鉄には不可欠な石炭もカラカンダ炭田などすぐ近くで採れ、さらに、鉄自体も産出するといった恵まれた環境にある。また、非鉄金属（金や銀などの貴金属も含む）の生産も行われている。これら、金属を扱う産業が、2007年現在カラガンダ州では重要な地位を占めている。
この他、化学プラントなどでの化学肥料生産、様々な用途に使われる硫酸の生産などの化学工業、ゴム製品やプラスチック製品を扱う石油化学工業、その他機械工業なども存在する。

## 交通
カラガンダ州の2007年現在の道路総延長は8893km、鉄道路線総延長は1811kmである。
州都カラガンダには、主要な道路だけでも、1997年12月までカザフスタンの首都であったアルマトゥイ（アルマトイ、または、アルマティ）方面からバルハシ湖の湖畔に存在する工業都市のバルハシ（Balkhash）を経由するものや、アスタナ、アルミニウム工業で知られるパヴロダル（Pavlodar）、乾燥地帯に存在する工業都市のジェズカズガン（Dzezkazgan）などからの道路がカラカンダに伸びている。さらに鉄道も、アスタナをはじめジェズカズガン、アルマトゥイやバルハシ方面からカラカンダに伸びている。また、州都のカラガンダ近郊には、サリアルカ（Sary-Arka）国際空港が存在する。
この他、イルティッシュ・カラガンダ・ジェズカズガン（Irtysh-Karaganda-Zhezkazgan）運河も、カラガンダ州内を通っている。また、カザフスタン国内の油田とロシア連邦のパヴロダル石油精製所とを結んでいる石油パイプラインも州内を通っている。

## エネルギープラント
カラガンダ州内の主な発電所（火力発電所）は、以下の通り。なお、火力発電と同時に発生する熱（熱水）も周辺地域に供給する熱併給発電所もある。
- 第2カラカンダ熱併給発電所（Karaganda power and heating plant-2）- 最大発電能力435MW
- 第3カラカンダ熱併給発電所（Karaganda power and heating plant-3）- 最大発電能力400MW
- 第2カラガンダ地区発電所（Karaganda district power plant-2） - 最大発電能力608MW
- バルハシ火力熱併給発電所（Balkhash power and heating plant） - 最大発電能力155MW
- ジェズカズガン熱併給発電所（Zhezkazgan power and heating plant）- 最大発電能力207MW

## この州に属する主な市町村
- カラガンダ市（州都）
- テミルタウ市
- トゥムシック村